# Ante Gotovina
Ante Gotovina (nascut el 12 d'octubre de 1955) és un antic general de l'exèrcit croat. El Tribunal Penal Internacional per a l'antiga Iugoslàvia (TPIY) el responsabilitzà de la mort de 150 civils serbis i de la desaparició de diversos cents durant els atacs a la República Sèrbia de Krajina, el 1995. També l'acusà de persecució contra la població sèrbia, de la destrucció i el saqueig dels seus béns, així com de la deportació de 150.000 a 200.000 habitants d'aquesta ètnia. Després de passar 4 anys en parador desconegut va ser capturat a Tenerife a finals de 2005. El 15 d'abril del 2011 fou declarat culpable de 8 dels 9 crims que se li imputaven i condemnat a 24 anys de presó, però finalment, el 16 de novembre de 2012 la sala d'apel·lació del tribuna anul·là la sentència i el declarà innocent de tots els càrrecs davant l'evidència de la manca de proves.

## Biografia
Gotovina va néixer a l'illa de Pašman el 12 d'octubre de 1955. El 1973, quan tenia divuit anys, va marxar de Iugoslàvia i ingressà a la Legió Estrangera francesa amb el pseudònim d'Andrija Grabovac, lluitant durant set anys al Txad. Va obtenir la nacionalitat francesa el 1978. Després de patir una ferida al cap, es va recuperar navegant en un iot per les Illes Canàries. A San Agustín, a Gran Canària, es va fer membre d'un club de paracaigudistes, i el 1982 va ser designat instructor d'escamot a Amèrica Llatina, càrrec amb el qual va viatjar per Guatemala, Paraguai, Colòmbia, Argentina i el Brasil. Durant els anys vuitanta, va treballar en companyies privades de seguretat a França, període en què va ser condemnat per robatori i extorsió.
Gotovina va tornar a Croàcia quan aquesta, presidida per Franjo Tuđman, va proclamar la independència de l'ex-Iugoslàvia el 1991 i va desencadenar la guerra a Croàcia i Bòsnia i Hercegovina contra Sèrbia. Es va llistar a la Guàrdia Nacional Croata.

## Operació Tempesta
El general va comandar nombroses ofensives contra els serbis a Bòsnia, entre elles l'Operació Tempesta, en la qual l'exèrcit croat va reconquerir el 1995 el territori en el que la minoria sèrbia havia proclamat la seva República Sèrbia de Krajina. Gotovina va ser un dels principals comandants d'aquella operació i és considerat per això un heroi nacional per gran part dels ciutadans del seu país. Com a contraofensiva del derrotat govern de Belgrad, segons el Tribunal Penal, sota la seva influència, "va planificar, va instigar i va ordenar la persecució de persones, el saqueig de béns públics i privats, la destrucció de béns, deportacions, assassinats, desplaçaments i la destrucció de ciutats, pobles i llogarrets sense motiu".

## Detenció i judici
Gotovina es retirà l'any 2000 per ordre del president Stjepan Mesić junt amb uns altres sis generals, en oposar-se a la plena cooperació amb el TPIY. Després d'amagar-se durant dos anys, el 2003 va reconèixer la jurisdicció del TPIY en unes declaracions que va concedir al setmanari croat Nacional, on va demanar que investigadors del tribunal l'interroguessin primer a Zagreb i va prometre que es lliuraria si es complia aquesta condició i si després d'escoltar les seves respostes el TPIY encara continuava incriminant-lo. Mesic va donar suport a la proposta de Gotovina, però el TPIY va insistir en el seu lliurament incondicional, la qual cosa no va succeir, fins que va ser arrestat a Arona, al sud de Tenerife el 8 de desembre de 2005. Gotovina va ser traslladat a La Haia (Països Baixos), on es troba la seu del Tribunal. A finals del 2006, Ivan Čermak i Mladen Markač es van sumar a la causa que jutjava els crims succeïts durant l'Operació Tempesta. Després d'algunes desavinences entre els advocats defensors, el seu judici va començar l'11 de març de 2008. El 15 d'abril del 2011 fou declarat culpable de 8 dels 9 crims que se li imputaven i condemnat a 24 anys de presó. El 16 de novembre de 2012 el Tribunal Penal Internacional per a l'Antiga Iugoslàvia va absoldre Gotovina i Markac per manca de proves, després que apel·lessin contra la sentència. Segons els magistrats van acabar reconeIxent:“no hi va haver un pla premeditat per desfer-se dels civils serbis", bases de l'acusació de la fiscalia.